# Йозеф Тошовський
Йозеф Тошовський (чеськ. Josef Tošovský; нар. 28 серпня 1950, Наход, Чехословаччина) — чеський фінансист і державний діяч. Голова Державного банку Чехословаччини (1989–1992) і Національного банку Чеської республіки (1993–1997 і 1998–2000). Прем'єр-міністр Чеської республіки (1997–1998).

## Банкір
Закінчив Вищу економічну школу в Празі за спеціальністю «зовнішня торгівля» (1973). З 1973 працював у Державному банку Чехословаччини, проходив стажування у Великій Британії (1977) і Франції (1980). У 1984–1985 — економіст філії чехословацького «Жівностенска банку» в Лондоні. У 1985–1989 — помічник голови Державного банку Чехословаччини. У 1989 недовго був заступником директора філії «Жівностенска банку» в Лондоні.
У кінці 1989 року після Оксамитової революції був призначений головою Державного банку Чехословаччини. Після розділу країни на Чехію і Словаччину став головою Національного банку Чеської республіки. Має почесні звання «Центрального банкіра року» (1993) «Європейського менеджера року» (1994), «Європейського банкіра року» (1996).

## Прем'єр-міністр
Під час політичної кризи 1997 року президент Вацлав Гавел запропонував безпартійному Тошовському очолити уряд країни. Призначений прем'єр-міністром 2 січня 1998 року, покинув свою посаду 15 липня 1998 року, повернувшись в Національний банк після дострокових парламентських виборів. До складу його уряду входили 6 безпартійних міністрів і 10 представників трьох правоцентристських партій (Громадянської демократичної партії (ГДП), Громадянської демократичного альянсу (ГДА) і Християнсько-демократичної унії — Чехословацької народної партії (ХДУ-ЧНП)). При цьому міністри-члени ГДП увійшли в уряд без санкції своєї партії і вийшли з її лав, утворивши Союз свободи. Парламентську більшість уряд Тошовського отримав лише за допомогою Соціал-демократичної партії, яка підтримала його, враховуючи, що він проіснує тільки до парламентських виборів 1998 року.
Основними завданнями свого уряду вважав реалізацію політики, спрямованої на якнайшвидшу інтеграцію Чехії в НАТО, боротьбу з корупцією в державному апараті, кримінальною та економічною злочинністю.
Уряд Тошовського відмовилося задовольнити вимогу Чеськоморавської конфедерації професійних спілок (ЧМКП) про 20%-ве підвищення зарплати співробітників бюджетної сфери, що призвело до одноденного попереджувального страйку.

## Діяльність після 2000
З 2000 — керівник Інституту фінансової стабільності Банку міжнародних розрахунків у Базелі (Швейцарія).
У 2007 газета Mlada fronta dnes опублікувала інформацію про те, що Йозеф Тошовський до Оксамитової революції співпрацював зі службою безпеки Чехословаччини — StB. Однак передача інформації в StB входила в його перелік службових обов'язків під час роботи у Державному банку, тому він не піддався обмеженню в правах у рамках люстрації.

## Кандидат на посаду директора-розпорядника МВФ
У серпні 2007 міністерство фінансів Росії висунуло кандидатуру Йозефа Тошовського на пост директора-розпорядника Міжнародного валютного фонду. У повідомленні міністерства він був названий «широко відомим фахівцем в області макроекономічного управління та фінансової політики». Міністерство фінансів Росії вважає, що «маючи серйозний практичний досвід в області міжнародного економічного співробітництва, будучи загальновизнаним фахівцем у питаннях фінансової стабільності, він — відмінний кандидат на посаду директора-розпорядника».
Сам Тошовський погодився з висуненням своєї кандидатури. Водночас міністр фінансів Чехії Мирослав Калоусек заявив, що його країна не підтримує кандидатуру Тошовського і «буде керуватися рекомендаціями ради міністрів фінансів і економіки держав-членів ЄС», який висунув кандидатом на цей пост Домініка Стросс-Кана. У тому ж році Стросс-Кан став директором-розпорядником МВФ, таким чином, висунута Росією кандидатура Тошовського не отримала підтримки, достатньої для обрання.